# 尤利安娜·阿夫杰耶娃

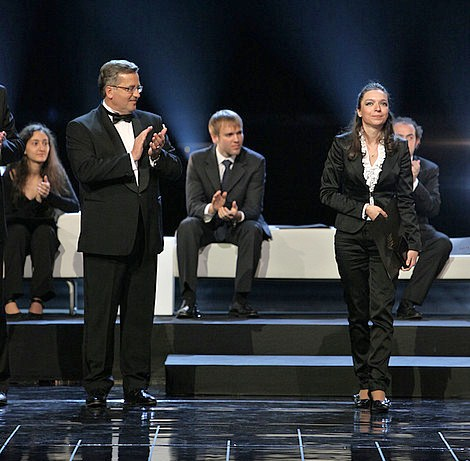
尤利安娜·阿芙蒂耶娃獲頒2010年蕭邦國際鋼琴比賽首獎。波蘭總統布羅尼斯瓦夫·科莫羅夫斯基站在左側

尤利安娜·安德烈耶夫娜·阿芙蒂耶娃（俄語：Юлиа́нна Андре́евна Авде́ева，1985年7月3日—）是一位俄羅斯鋼琴家，曾在2010年奪得第16屆蕭邦國際鋼琴比賽第一名，成為繼1965年阿格麗希之後的首位女性首獎得主，並由波蘭鋼琴家齐默尔曼捐出一萬兩千歐元，頒予「最佳奏鳴曲詮釋獎」。

## 簡歷
阿夫杰耶娃5歲開始習琴，後進入格涅辛音乐学院進修；12歲獲布拉格徹爾尼國際青年鋼琴大賽冠軍，進入鋼琴大師康斯坦丁·谢尔巴科夫、弗拉基米尔·特罗普、德米特里·巴什基罗夫與傅聰等大師門下。畢業後成為格涅辛音樂院的老師、谢尔巴科夫教授的助理。她曾參與多個國際鋼琴比賽並獲獎，包括2002年的阿图尔·鲁宾斯坦國際青年鋼琴紀念大賽，和2010年的蕭邦國際鋼琴比賽。
2022年烏俄戰爭爆發，阿夫傑耶娃表達反戰立場，並與小提琴家慕特一起募款支援烏克蘭。

## 獲獎
- 1997年，卡爾·徹爾尼國際青年鋼琴比賽（捷克布拉格），第一名
- 2000年，全俄鋼琴公開賽（俄羅斯莫斯科），大獎
- 2002年，第五屆阿圖爾·鲁宾斯坦國際青年鋼琴紀念大賽（波蘭比得哥什），第一名
- 2002年，卡拉布里亚藝術活動聯會國際鋼琴大賽（意大利拉梅齊亞泰爾梅），第一名
- 2003年，不萊梅鋼琴比賽（德國不萊梅），第二名
- 2003年，第四屆西班牙作曲家國際鋼琴大賽（西班牙馬德里），第二名
- 2005年，第十五屆｢甘都市」國際鋼琴樂團大賽（意大利甘都），第二名
- 2005年，庫特利默鋼琴比賽（瑞士蘇黎世），第三名
- 2006年，第六十一屆日內瓦國際音樂比賽（瑞士日內瓦），第二名（第一名從缺）
- 2007年，第七屆帕德瑞夫斯基國際鋼琴大賽（波蘭比得哥什），第二名
- 2010年，第十六屆蕭邦國際鋼琴比賽（波蘭華沙），第一名

## 外部連結
- 尤利安娜·阿夫杰耶娃的Discogs页面（英文）